# Webisodes de Dexter: Early Cuts
Cet article présente la liste des épisodes de la websérie d'animation américaine Dexter: Early Cuts, spin-off de la série télévisée américaine Dexter.
Ces courts épisodes de 2 minutes tiennent lieu de prologue à la série, avec la voix originale de l'acteur Michael C. Hall qui reprend son rôle de Dexter Morgan. Les épisodes se déroulent chronologiquement avant la série, l'intrigue concerne les premiers pas et victimes du tueur en série justicier. Quelques informations sont données à propos des méthodes employées (dont le bateau) et des trophées.

## Première saison (2009)
1. Titre français inconnu (Alex Timmons: Chapter One)
2. Titre français inconnu (Alex Timmons: Chapter Two)
3. Titre français inconnu (Alex Timmons: Chapter Three)
4. Titre français inconnu (Alex Timmons: Chapter Four)
5. Titre français inconnu (Gene Marshall: Chapter One)
6. Titre français inconnu (Gene Marshall: Chapter Two)
7. Titre français inconnu (Gene Marshall: Chapter Three)
8. Titre français inconnu (Gene Marshall: Chapter Four)
9. Titre français inconnu (Cindy Landon: Chapter One)
10. Titre français inconnu (Cindy Landon: Chapter Two)
11. Titre français inconnu (Cindy Landon: Chapter Three)
12. Titre français inconnu (Cindy Landon: Chapter Four)

## Deuxième saison (2010)
1. Titre français inconnu (Dark Echo: Chapter One)
2. Titre français inconnu (Dark Echo: Chapter Two)
3. Titre français inconnu (Dark Echo: Chapter Three)
4. Titre français inconnu (Dark Echo: Chapter Four)
5. Titre français inconnu (Dark Echo: Chapter Five)
6. Titre français inconnu (Dark Echo: Chapter Six)

## Troisième saison (2012)
1. Titre français inconnu (All in the Family: Chapter One)
2. Titre français inconnu (All in the Family: Chapter Two)
3. Titre français inconnu (All in the Family: Chapter Three)
4. Titre français inconnu (All in the Family: Chapter Four)
5. Titre français inconnu (All in the Family: Chapter Five)
6. Titre français inconnu (All in the Family: Chapter Six)

### Dark Defender (2007)
1. Titre français inconnu (Little Chino)
2. Titre français inconnu (Roger Hicks)
3. Titre français inconnu (Ken Olson)

Ces teasers de promotion pour la saison 2 "résument" l'intrigue et la mort de trois des protagonistes. Le personnage de Dexter y est présenté comme un justicier en cape, Dark Defender est d'ailleurs le titre original de l'épisode 5 de cette même saison. Ils ont été diffusés sur YouTube par Showtime. Le format en est également l'animation.